# TuS 82 Opladen
Der Turn- u. Sportverein Opladen von 1882 e. V. ist ein Sportverein aus Leverkusen. Er stammt aus der ehemaligen Kreisstadt Opladen, welche seit 1975 Stadtteil von Leverkusen ist.
Der Verein wurde im Jahr 1882 gegründet. Als Sportarten wurde Turnen angeboten, ab 1906 gab es auch eine eigene Abteilung für Frauen. 1913 kam eine Fußball- und 1921 eine Leichtathletikabteilung hinzu. 1923 kam Handball hinzu, 1931 Theater und Gesang, 1932 Schneelauf und Wandern, 1933 Fechten, 1937 Schwimmen und 1968 Basketball- und Volleyball.
Momentan werden die Sportarten Badminton, Basketball, Handball, Leichtathletik, Lauftreff, Reha-Sport, Schwimmen, Turnen, Tanzen und Volleyball angeboten.
Die erfolgreichste Abteilung des Vereins ist Handball. Die erste Handball-Männermannschaft spielte bis zur Saison 2019/2020 in der viertklassigen Regionalliga Nordrhein. Am Ende der Saison konnte der Verein in die 3. Liga aufsteigen. Seit der Saison 2023/24 tritt die Mannschaft in der 3. Liga Staffel Süd-West an.